# Dwight Buycks
Dwight Buycks (Milwaukee, Wisconsin, 6 de marzo de 1989) es un jugador de baloncesto estadounidense que pertenece a la plantilla de Indios de Mayagüez de la Baloncesto Superior Nacional. Con 1,91 metros de altura, juega en la posición de base.

## Trayectoria deportiva

### Universidad
Tras jugar un año en el Indian Hills Community College, y ser elegido en 2009 All-American de la NJCAA, jugó durante otras dos temporadas con los Golden Eagles de la Universidad Marquette, en las que promedió 7,7 puntos, 3 rebotes y 2,8 asistencias por partido.

### Profesional
Tras no ser elegido en el Draft de la NBA de 2011, sí lo fue en el de la NBA D-League, siendo escogido por los Tulsa 66ers. Allí jugó una temporada, en la que promedió 15,1 puntos y 2,1 rebotes por partido, por lo que fue incluido en el mejor quinteto de rookies de la liga.
Al año siguiente fichó por el BC Oostende de la liga belga, pasando poco después al BCM Gravelines de la liga francesa, donde promedió 18,2 puntos y 3,2 rebotes por partido, siendo elegido mejor jugador extranjero de la liga.
El 16 de julio de 2013 firmó contrato por dos temporadas con los Toronto Raptors tras disputar con ellos la NBA Summer League.
En julio de 2014 el Valencia Basket anunció su contratación para disputar la liga ACB. En noviembre de 2014 se produce la salida de Dwight Buycks del Valencia Basket. Una hora antes de que comenzar el compromiso de Euroleague de Valencia Basket y Laboral Kutxa, se conocía el acuerdo de rescisión al que habían llegado club y jugador. Sus medias han sido de 5 puntos y 1 asistencia en Liga Endesa y 12 puntos y 2 asistencias en Euroliga.
En febrero de 2020 firma con Olympiacos B.C. de la A1 Ethniki procedente desde China donde estaba promediando 20.7 puntos, 6.4 asistencias y 5.4 rebotes por partido con los Shenzhen Leopards.
En agosto de 2020, firma por el JSF Nanterre  de la Pro A, la primera categoría del baloncesto francés.
En abril de 2022, se compromete con los Indios de Mayagüez de la Baloncesto Superior Nacional.

## Estadísticas de su carrera en la NBA

### Temporada regular
| Año     | Equipo      | PJ | PT | MPP  | %TC  | %3P  | %TL  | RPP | APP | ROB | TPP | PPP |
| ------- | ----------- | -- | -- | ---- | ---- | ---- | ---- | --- | --- | --- | --- | --- |
| 2013-14 | Toronto     | 14 | 0  | 10.4 | .313 | .294 | .889 | 1.6 | .7  | .6  | .0  | 3.1 |
| 2014-15 | L.A. Lakers | 6  | 0  | 20.5 | .450 | .636 | .900 | 2.0 | 2.3 | .5  | .0  | 8.7 |
| 2017-18 | Detroit     | 29 | 0  | 14.7 | .414 | .333 | .878 | 1.4 | 2.0 | .7  | .1  | 7.4 |
| Total   | Total       | 49 | 0  | 14.2 | .402 | .370 | .883 | 1.6 | 1.7 | .6  | .0  | 6.3 |